# Список астероїдів (66601—66700)
| Назва                 | Тимчасове позначення | Дата відкриття  | Місце відкриття                          | Відкривач                               |
| --------------------- | -------------------- | --------------- | ---------------------------------------- | --------------------------------------- |
| (66601) 1999 RH186    | 1999 RH186           | 9 вересня 1999  | Сокорро (Нью-Мексико)                    | LINEAR                                  |
| (66602) 1999 RH187    | 1999 RH187           | 9 вересня 1999  | Сокорро (Нью-Мексико)                    | LINEAR                                  |
| (66603) 1999 RB190    | 1999 RB190           | 9 вересня 1999  | Сокорро (Нью-Мексико)                    | LINEAR                                  |
| (66604) 1999 RB194    | 1999 RB194           | 7 вересня 1999  | Сокорро (Нью-Мексико)                    | LINEAR                                  |
| (66605) 1999 RF194    | 1999 RF194           | 7 вересня 1999  | Сокорро (Нью-Мексико)                    | LINEAR                                  |
| (66606) 1999 RK194    | 1999 RK194           | 7 вересня 1999  | Сокорро (Нью-Мексико)                    | LINEAR                                  |
| (66607) 1999 RG195    | 1999 RG195           | 8 вересня 1999  | Сокорро (Нью-Мексико)                    | LINEAR                                  |
| (66608) 1999 RW196    | 1999 RW196           | 8 вересня 1999  | Сокорро (Нью-Мексико)                    | LINEAR                                  |
| (66609) 1999 RW198    | 1999 RW198           | 10 вересня 1999 | Сокорро (Нью-Мексико)                    | LINEAR                                  |
| (66610) 1999 RX198    | 1999 RX198           | 10 вересня 1999 | Сокорро (Нью-Мексико)                    | LINEAR                                  |
| (66611) 1999 RZ198    | 1999 RZ198           | 10 вересня 1999 | Сокорро (Нью-Мексико)                    | LINEAR                                  |
| (66612) 1999 RO199    | 1999 RO199           | 8 вересня 1999  | Сокорро (Нью-Мексико)                    | LINEAR                                  |
| (66613) 1999 RR199    | 1999 RR199           | 8 вересня 1999  | Сокорро (Нью-Мексико)                    | LINEAR                                  |
| (66614) 1999 RE200    | 1999 RE200           | 8 вересня 1999  | Сокорро (Нью-Мексико)                    | LINEAR                                  |
| (66615) 1999 RJ200    | 1999 RJ200           | 8 вересня 1999  | Сокорро (Нью-Мексико)                    | LINEAR                                  |
| (66616) 1999 RY200    | 1999 RY200           | 8 вересня 1999  | Сокорро (Нью-Мексико)                    | LINEAR                                  |
| (66617) 1999 RO201    | 1999 RO201           | 8 вересня 1999  | Сокорро (Нью-Мексико)                    | LINEAR                                  |
| (66618) 1999 RT201    | 1999 RT201           | 8 вересня 1999  | Сокорро (Нью-Мексико)                    | LINEAR                                  |
| (66619) 1999 RE203    | 1999 RE203           | 8 вересня 1999  | Сокорро (Нью-Мексико)                    | LINEAR                                  |
| (66620) 1999 RZ203    | 1999 RZ203           | 8 вересня 1999  | Сокорро (Нью-Мексико)                    | LINEAR                                  |
| (66621) 1999 RD204    | 1999 RD204           | 8 вересня 1999  | Сокорро (Нью-Мексико)                    | LINEAR                                  |
| (66622) 1999 RJ204    | 1999 RJ204           | 8 вересня 1999  | Сокорро (Нью-Мексико)                    | LINEAR                                  |
| (66623) 1999 RL204    | 1999 RL204           | 8 вересня 1999  | Сокорро (Нью-Мексико)                    | LINEAR                                  |
| (66624) 1999 RM204    | 1999 RM204           | 8 вересня 1999  | Сокорро (Нью-Мексико)                    | LINEAR                                  |
| (66625) 1999 RE205    | 1999 RE205           | 8 вересня 1999  | Сокорро (Нью-Мексико)                    | LINEAR                                  |
| (66626) 1999 RJ205    | 1999 RJ205           | 8 вересня 1999  | Сокорро (Нью-Мексико)                    | LINEAR                                  |
| (66627) 1999 RC208    | 1999 RC208           | 8 вересня 1999  | Сокорро (Нью-Мексико)                    | LINEAR                                  |
| (66628) 1999 RF208    | 1999 RF208           | 8 вересня 1999  | Сокорро (Нью-Мексико)                    | LINEAR                                  |
| (66629) 1999 RJ208    | 1999 RJ208           | 8 вересня 1999  | Сокорро (Нью-Мексико)                    | LINEAR                                  |
| (66630) 1999 RS208    | 1999 RS208           | 8 вересня 1999  | Сокорро (Нью-Мексико)                    | LINEAR                                  |
| (66631) 1999 RP209    | 1999 RP209           | 8 вересня 1999  | Сокорро (Нью-Мексико)                    | LINEAR                                  |
| (66632) 1999 RT210    | 1999 RT210           | 8 вересня 1999  | Сокорро (Нью-Мексико)                    | LINEAR                                  |
| (66633) 1999 RB212    | 1999 RB212           | 8 вересня 1999  | Сокорро (Нью-Мексико)                    | LINEAR                                  |
| (66634) 1999 RJ212    | 1999 RJ212           | 8 вересня 1999  | Сокорро (Нью-Мексико)                    | LINEAR                                  |
| (66635) 1999 RR212    | 1999 RR212           | 8 вересня 1999  | Сокорро (Нью-Мексико)                    | LINEAR                                  |
| (66636) 1999 RA213    | 1999 RA213           | 9 вересня 1999  | Сокорро (Нью-Мексико)                    | LINEAR                                  |
| (66637) 1999 RC213    | 1999 RC213           | 9 вересня 1999  | Сокорро (Нью-Мексико)                    | LINEAR                                  |
| (66638) 1999 RD218    | 1999 RD218           | 4 вересня 1999  | Каталінський огляд                       | Каталінський огляд                      |
| (66639) 1999 RQ219    | 1999 RQ219           | 4 вересня 1999  | Станція Андерсон-Меса                    | LONEOS                                  |
| (66640) 1999 RG220    | 1999 RG220           | 4 вересня 1999  | Каталінський огляд                       | Каталінський огляд                      |
| (66641) 1999 RQ225    | 1999 RQ225           | 3 вересня 1999  | Обсерваторія Кітт-Пік                    | Spacewatch                              |
| (66642) 1999 RE226    | 1999 RE226           | 4 вересня 1999  | Каталінський огляд                       | Каталінський огляд                      |
| (66643) 1999 RW229    | 1999 RW229           | 8 вересня 1999  | Каталінський огляд                       | Каталінський огляд                      |
| (66644) 1999 RL231    | 1999 RL231           | 9 вересня 1999  | Станція Андерсон-Меса                    | LONEOS                                  |
| (66645) 1999 RN232    | 1999 RN232           | 9 вересня 1999  | Станція Андерсон-Меса                    | LONEOS                                  |
| (66646) 1999 RM237    | 1999 RM237           | 8 вересня 1999  | Каталінський огляд                       | Каталінський огляд                      |
| (66647) 1999 RV237    | 1999 RV237           | 8 вересня 1999  | Сокорро (Нью-Мексико)                    | LINEAR                                  |
| (66648) 1999 RZ245    | 1999 RZ245           | 7 вересня 1999  | Станція Андерсон-Меса                    | LONEOS                                  |
| (66649) 1999 RE246    | 1999 RE246           | 7 вересня 1999  | Станція Андерсон-Меса                    | LONEOS                                  |
| (66650) 1999 RN246    | 1999 RN246           | 7 вересня 1999  | Станція Андерсон-Меса                    | LONEOS                                  |
| (66651) 1999 RQ252    | 1999 RQ252           | 8 вересня 1999  | Сокорро (Нью-Мексико)                    | LINEAR                                  |
| 66652 Borasisi        | 1999 RZ253           | 8 вересня 1999  | Обсерваторія Мауна-Кеа                   | Чедвік Трухільо, Джейн Лу, Джуїтт Девід |
| (66653) 1999 RS254    | 1999 RS254           | 8 вересня 1999  | Каталінський огляд                       | Каталінський огляд                      |
| (66654) 1999 SF12     | 1999 SF12            | 22 вересня 1999 | Сокорро (Нью-Мексико)                    | LINEAR                                  |
| (66655) 1999 SN13     | 1999 SN13            | 30 вересня 1999 | Обсерваторія Кітт-Пік                    | Spacewatch                              |
| (66656) 1999 SV17     | 1999 SV17            | 30 вересня 1999 | Сокорро (Нью-Мексико)                    | LINEAR                                  |
| (66657) 1999 SM19     | 1999 SM19            | 30 вересня 1999 | Сокорро (Нью-Мексико)                    | LINEAR                                  |
| (66658) 1999 ST26     | 1999 ST26            | 30 вересня 1999 | Сокорро (Нью-Мексико)                    | LINEAR                                  |
| (66659) 1999 TJ1      | 1999 TJ1             | 1 жовтня 1999   | Вішнянська обсерваторія                  | Корадо Корлевіч                         |
| (66660) 1999 TH2      | 1999 TH2             | 2 жовтня 1999   | Обсерваторія Фаунтін-Гіллс               | Чарльз Джулз                            |
| 66661 Воллін (Wallin) | 1999 TK2             | 2 жовтня 1999   | Лас-Крусес                               | Д. Діксон                               |
| (66662) 1999 TM4      | 1999 TM4             | 3 жовтня 1999   | Сокорро (Нью-Мексико)                    | LINEAR                                  |
| (66663) 1999 TV8      | 1999 TV8             | 6 жовтня 1999   | Вішнянська обсерваторія                  | Корадо Корлевіч, Маріо Юріч             |
| (66664) 1999 TB9      | 1999 TB9             | 7 жовтня 1999   | Вішнянська обсерваторія                  | Корадо Корлевіч, Маріо Юріч             |
| (66665) 1999 TC9      | 1999 TC9             | 7 жовтня 1999   | Вішнянська обсерваторія                  | Корадо Корлевіч, Маріо Юріч             |
| (66666) 1999 TL9      | 1999 TL9             | 7 жовтня 1999   | Вішнянська обсерваторія                  | Корадо Корлевіч, Маріо Юріч             |
| 66667 Камбік (Kambic) | 1999 TZ11            | 8 жовтня 1999   | Обсерваторія Чрні Врх                    | Обсерваторія Чрні Врх                   |
| (66668) 1999 TN14     | 1999 TN14            | 11 жовтня 1999  | Вішнянська обсерваторія                  | Корадо Корлевіч, Маріо Юріч             |
| (66669) 1999 TE15     | 1999 TE15            | 12 жовтня 1999  | Обсерваторія Модри                       | Адріан Галад, Петер Колені              |
| (66670) 1999 TR15     | 1999 TR15            | 12 жовтня 1999  | Фарра-д'Ізонцо                           | Фарра-д'Ізонцо                          |
| 66671 Сфейсю (Sfasu)  | 1999 TJ17            | 15 жовтня 1999  | Обсерваторія університету Стівена Остіна | В. Ден Брутон, Майкл Джонсон            |
| (66672) 1999 TB18     | 1999 TB18            | 10 жовтня 1999  | Станція Сінлун                           | SCAP                                    |
| (66673) 1999 TC19     | 1999 TC19            | 15 жовтня 1999  | Вішнянська обсерваторія                  | Корадо Корлевіч                         |
| (66674) 1999 TO25     | 1999 TO25            | 3 жовтня 1999   | Сокорро (Нью-Мексико)                    | LINEAR                                  |
| (66675) 1999 TF26     | 1999 TF26            | 3 жовтня 1999   | Сокорро (Нью-Мексико)                    | LINEAR                                  |
| (66676) 1999 TS27     | 1999 TS27            | 3 жовтня 1999   | Сокорро (Нью-Мексико)                    | LINEAR                                  |
| (66677) 1999 TM28     | 1999 TM28            | 4 жовтня 1999   | Сокорро (Нью-Мексико)                    | LINEAR                                  |
| (66678) 1999 TR28     | 1999 TR28            | 4 жовтня 1999   | Сокорро (Нью-Мексико)                    | LINEAR                                  |
| (66679) 1999 TD29     | 1999 TD29            | 4 жовтня 1999   | Сокорро (Нью-Мексико)                    | LINEAR                                  |
| (66680) 1999 TG29     | 1999 TG29            | 4 жовтня 1999   | Сокорро (Нью-Мексико)                    | LINEAR                                  |
| (66681) 1999 TN33     | 1999 TN33            | 4 жовтня 1999   | Сокорро (Нью-Мексико)                    | LINEAR                                  |
| (66682) 1999 TR35     | 1999 TR35            | 4 жовтня 1999   | Сокорро (Нью-Мексико)                    | LINEAR                                  |
| (66683) 1999 TO36     | 1999 TO36            | 12 жовтня 1999  | Станція Андерсон-Меса                    | LONEOS                                  |
| (66684) 1999 TY36     | 1999 TY36            | 15 жовтня 1999  | Станція Андерсон-Меса                    | LONEOS                                  |
| (66685) 1999 TT37     | 1999 TT37            | 1 жовтня 1999   | Каталінський огляд                       | Каталінський огляд                      |
| (66686) 1999 TX37     | 1999 TX37            | 1 жовтня 1999   | Каталінський огляд                       | Каталінський огляд                      |
| (66687) 1999 TU45     | 1999 TU45            | 3 жовтня 1999   | Обсерваторія Кітт-Пік                    | Spacewatch                              |
| (66688) 1999 TJ52     | 1999 TJ52            | 4 жовтня 1999   | Обсерваторія Кітт-Пік                    | Spacewatch                              |
| (66689) 1999 TU52     | 1999 TU52            | 6 жовтня 1999   | Обсерваторія Кітт-Пік                    | Spacewatch                              |
| (66690) 1999 TH63     | 1999 TH63            | 7 жовтня 1999   | Обсерваторія Кітт-Пік                    | Spacewatch                              |
| (66691) 1999 TE67     | 1999 TE67            | 8 жовтня 1999   | Обсерваторія Кітт-Пік                    | Spacewatch                              |
| (66692) 1999 TL69     | 1999 TL69            | 9 жовтня 1999   | Обсерваторія Кітт-Пік                    | Spacewatch                              |
| (66693) 1999 TB70     | 1999 TB70            | 9 жовтня 1999   | Обсерваторія Кітт-Пік                    | Spacewatch                              |
| (66694) 1999 TF72     | 1999 TF72            | 9 жовтня 1999   | Обсерваторія Кітт-Пік                    | Spacewatch                              |
| (66695) 1999 TZ72     | 1999 TZ72            | 10 жовтня 1999  | Обсерваторія Кітт-Пік                    | Spacewatch                              |
| (66696) 1999 TK75     | 1999 TK75            | 10 жовтня 1999  | Обсерваторія Кітт-Пік                    | Spacewatch                              |
| (66697) 1999 TX80     | 1999 TX80            | 11 жовтня 1999  | Обсерваторія Кітт-Пік                    | Spacewatch                              |
| (66698) 1999 TM82     | 1999 TM82            | 12 жовтня 1999  | Обсерваторія Кітт-Пік                    | Spacewatch                              |
| (66699) 1999 TB85     | 1999 TB85            | 14 жовтня 1999  | Обсерваторія Кітт-Пік                    | Spacewatch                              |
| (66700) 1999 TC85     | 1999 TC85            | 14 жовтня 1999  | Обсерваторія Кітт-Пік                    | Spacewatch                              |